# Franc Morelj
Franc Morelj - Frenk, slovenski partizan, politik in politični komisar, * 30. september 1914, Šmihel, † ?.
V NOV in POS je vstopil 9. septembra 1943. Kot pripadnik Železničarske brigade je bil eden izmed odposlancev, ki so se udeležili Zbora odposlancev slovenskega naroda v Kočevju.